# 옥수수빵

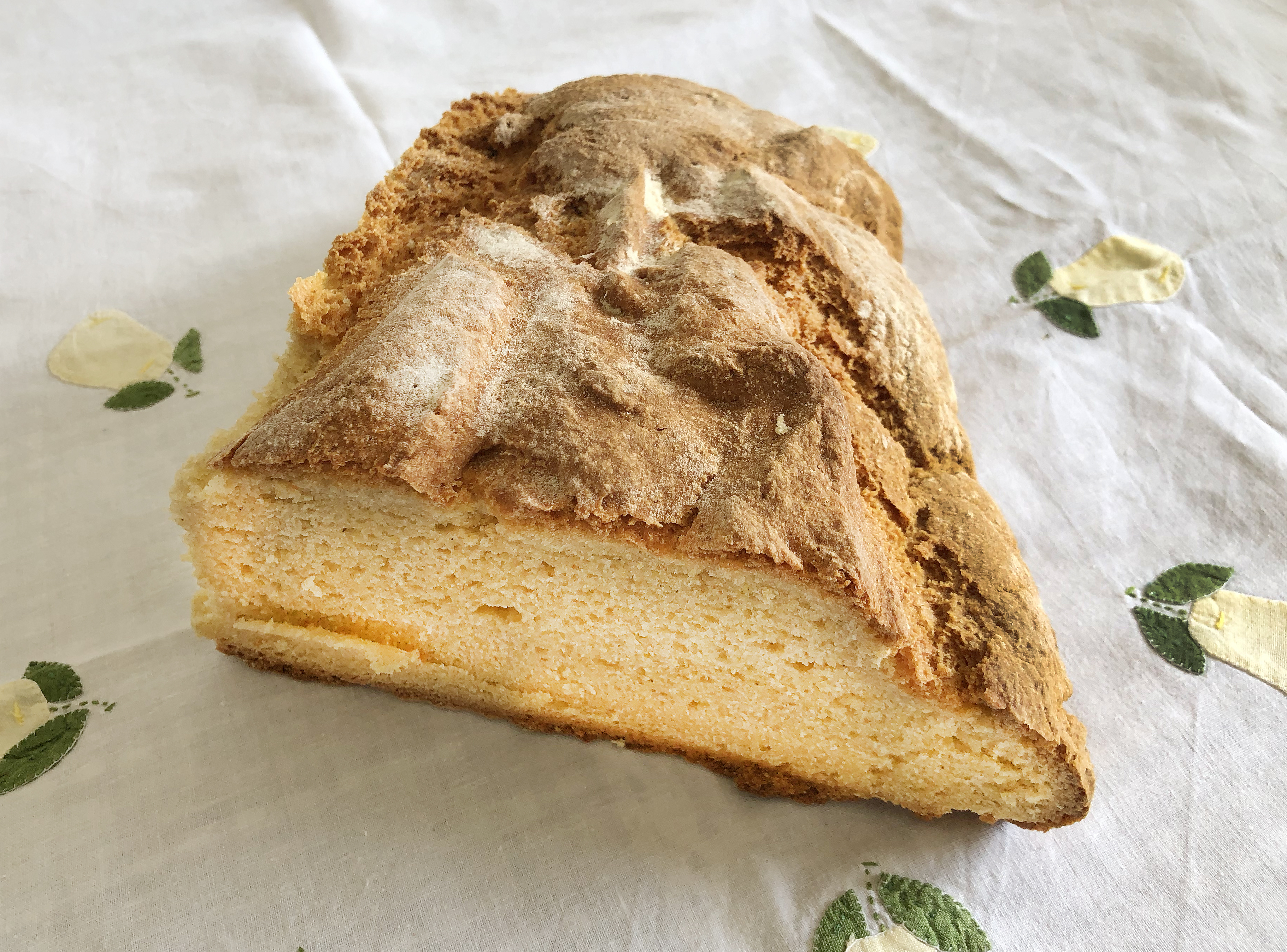
브로아

옥수수빵(---pão)은 옥수숫가루로 만든 빵이다.
- 마키 디 로티(ਮੱਕੀ ਦੀ ਰੋਟੀ)
- 밀리 브레드(mealie bread)
- 브로아(broa)
- 소파 파라과야(sopa paraguaya)
- 아레파(arepa)
- 음짜디(მჭადი)
- 조니케이크(Johnnycake)
- 콘브레드(cornbread)
- 토르티야 데 마이스(tortilla de maíz)
- 프로야(проја)

## 사진

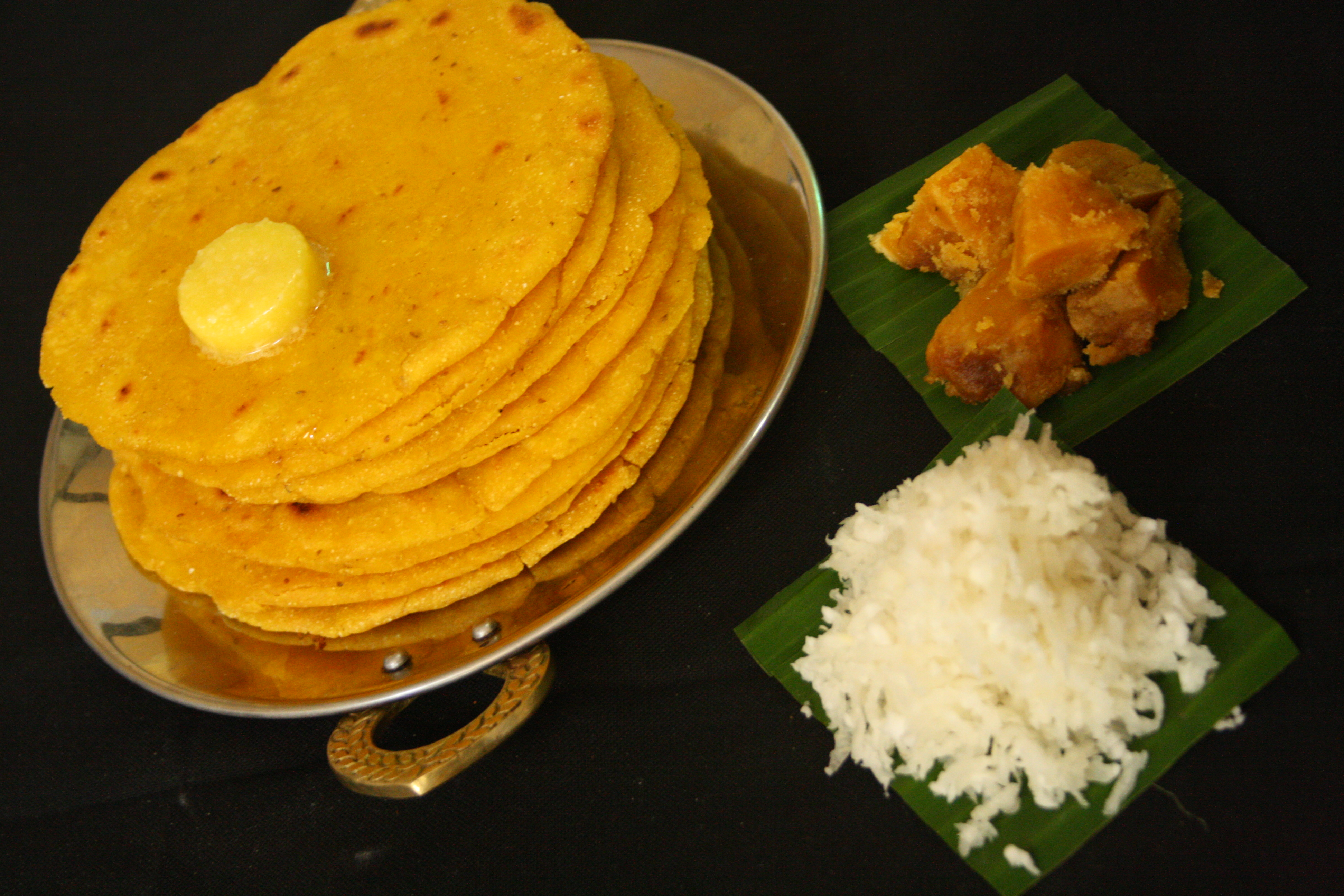
마키 디 로티
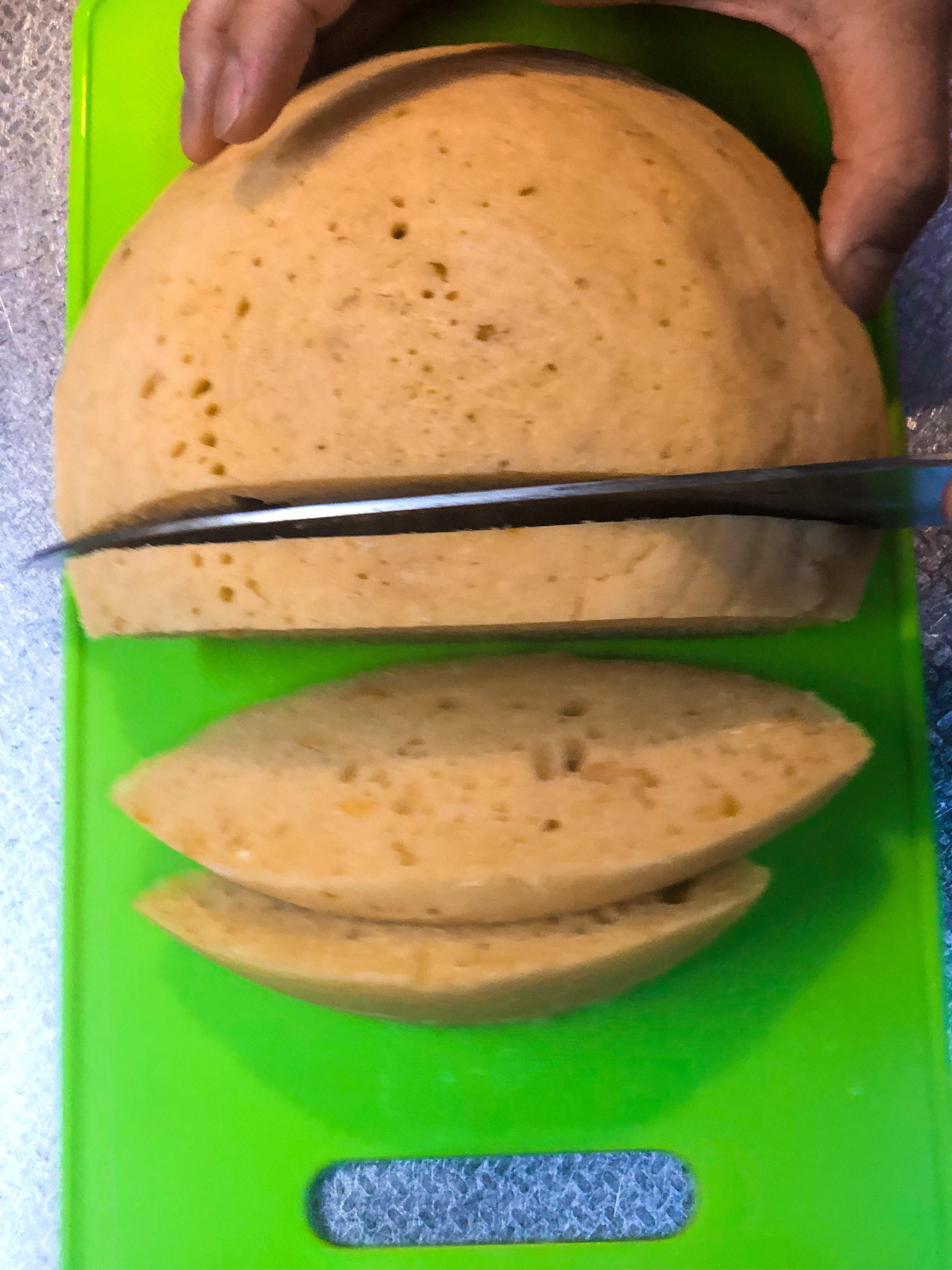
밀리 브레드
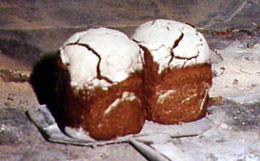
브로아
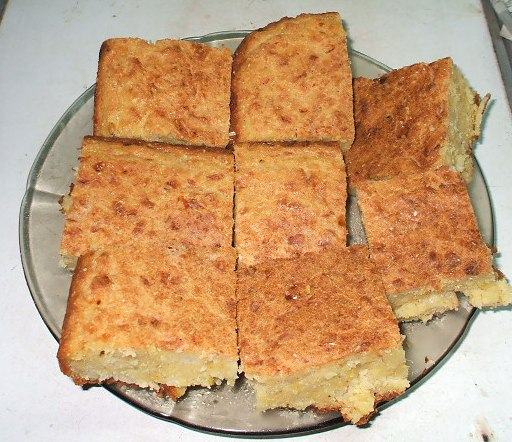
소파 파라과야
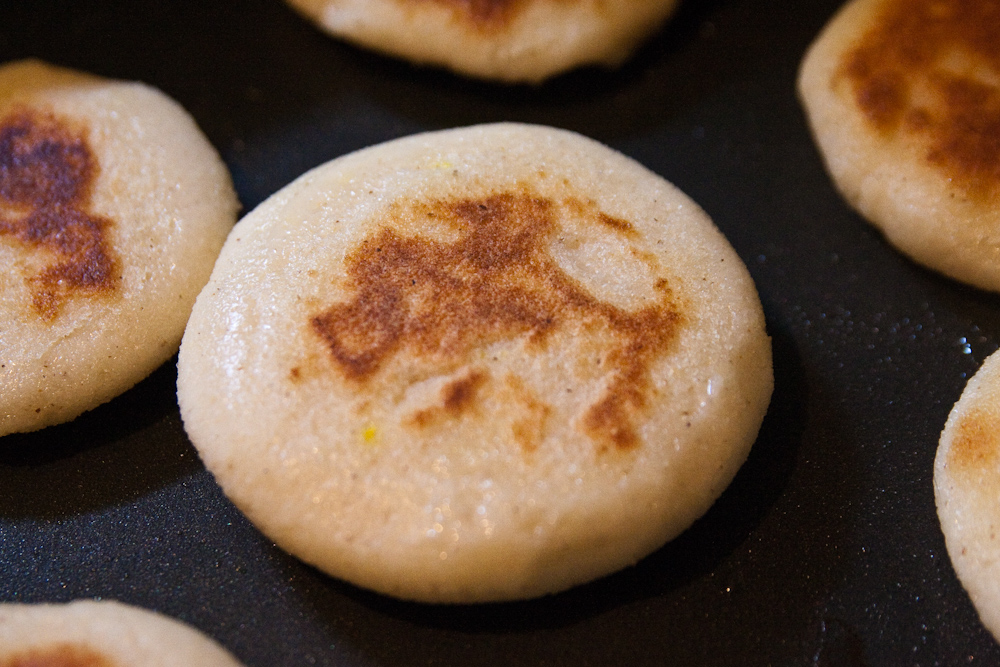
아레파
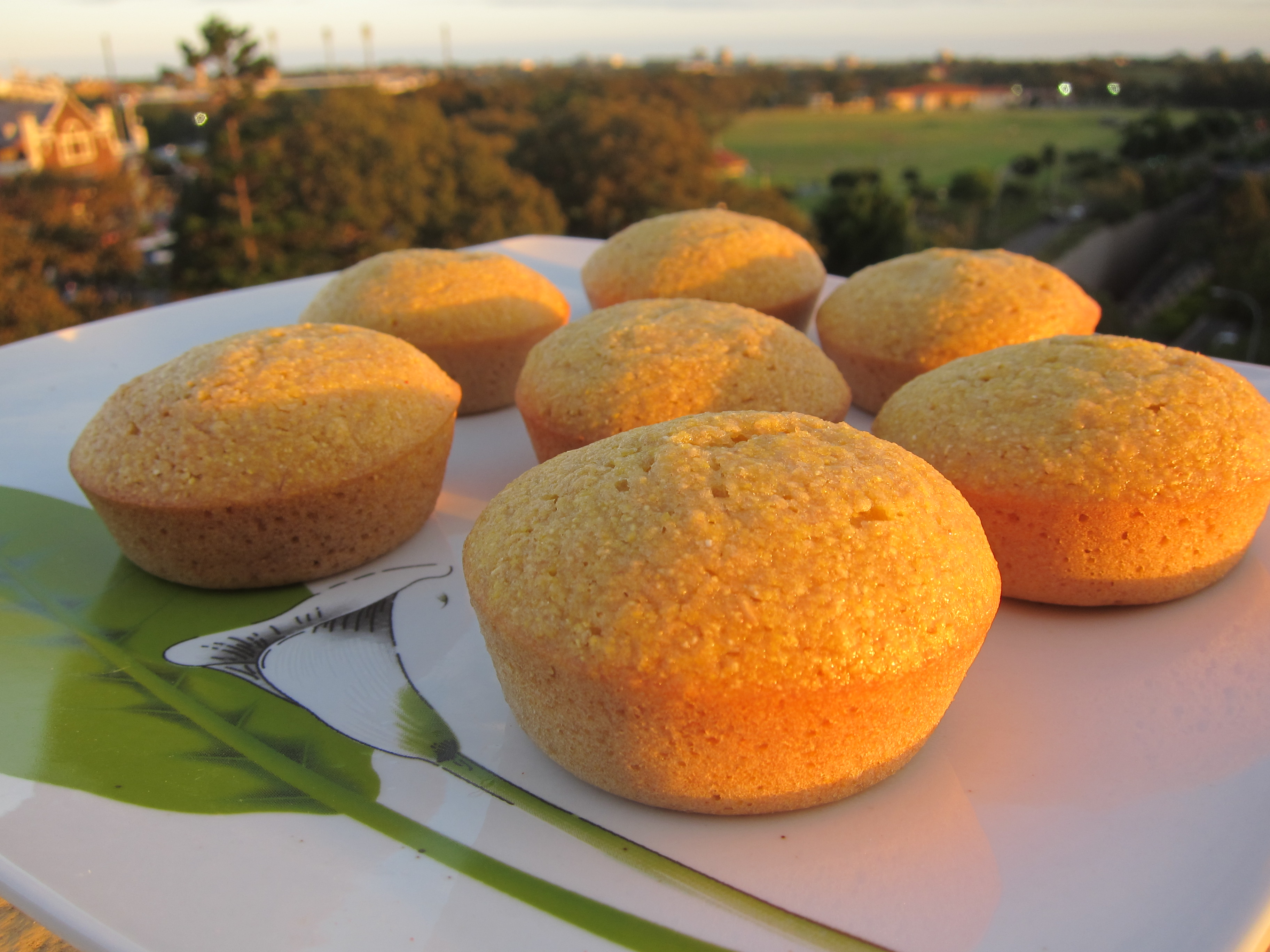
옥수수 머핀
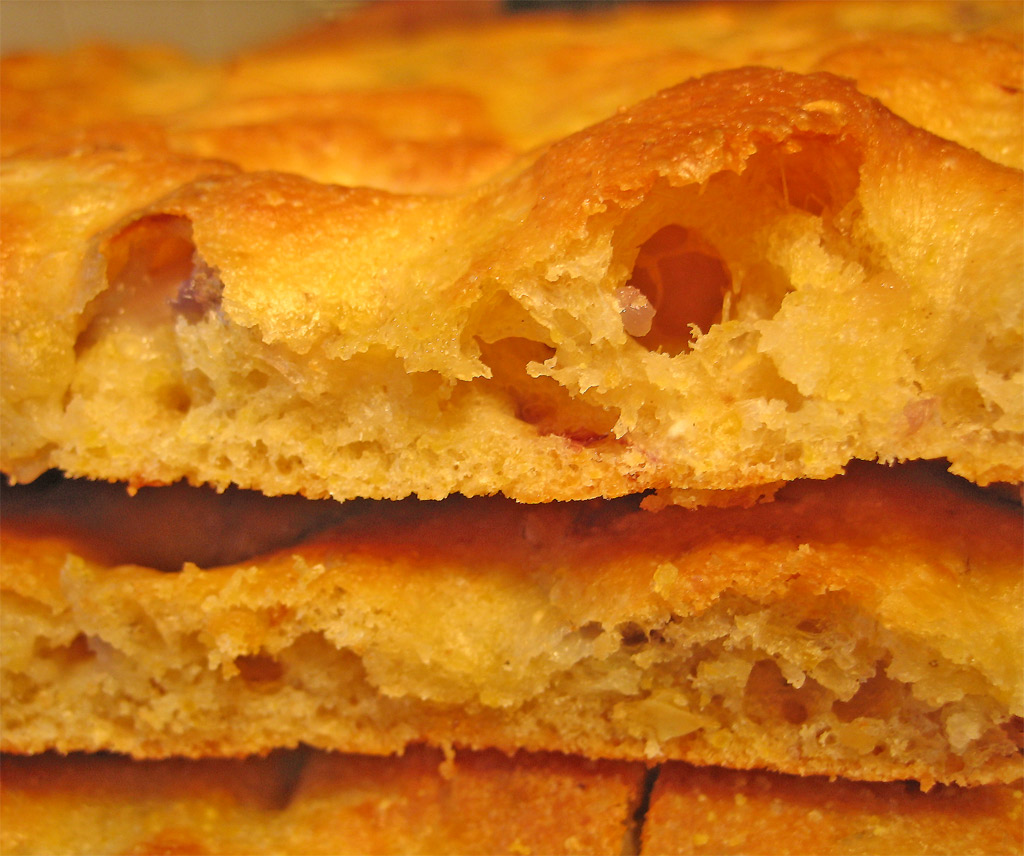
옥수수 스키아차타
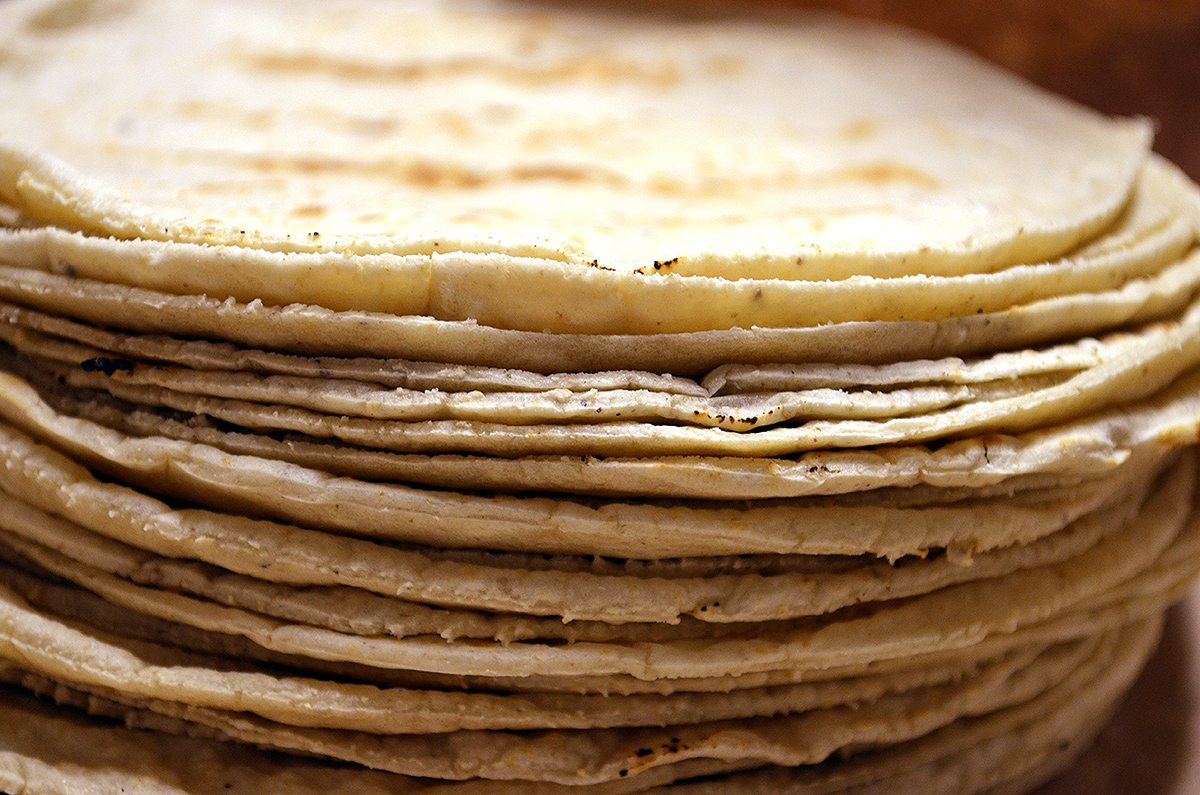
옥수수 토르티야
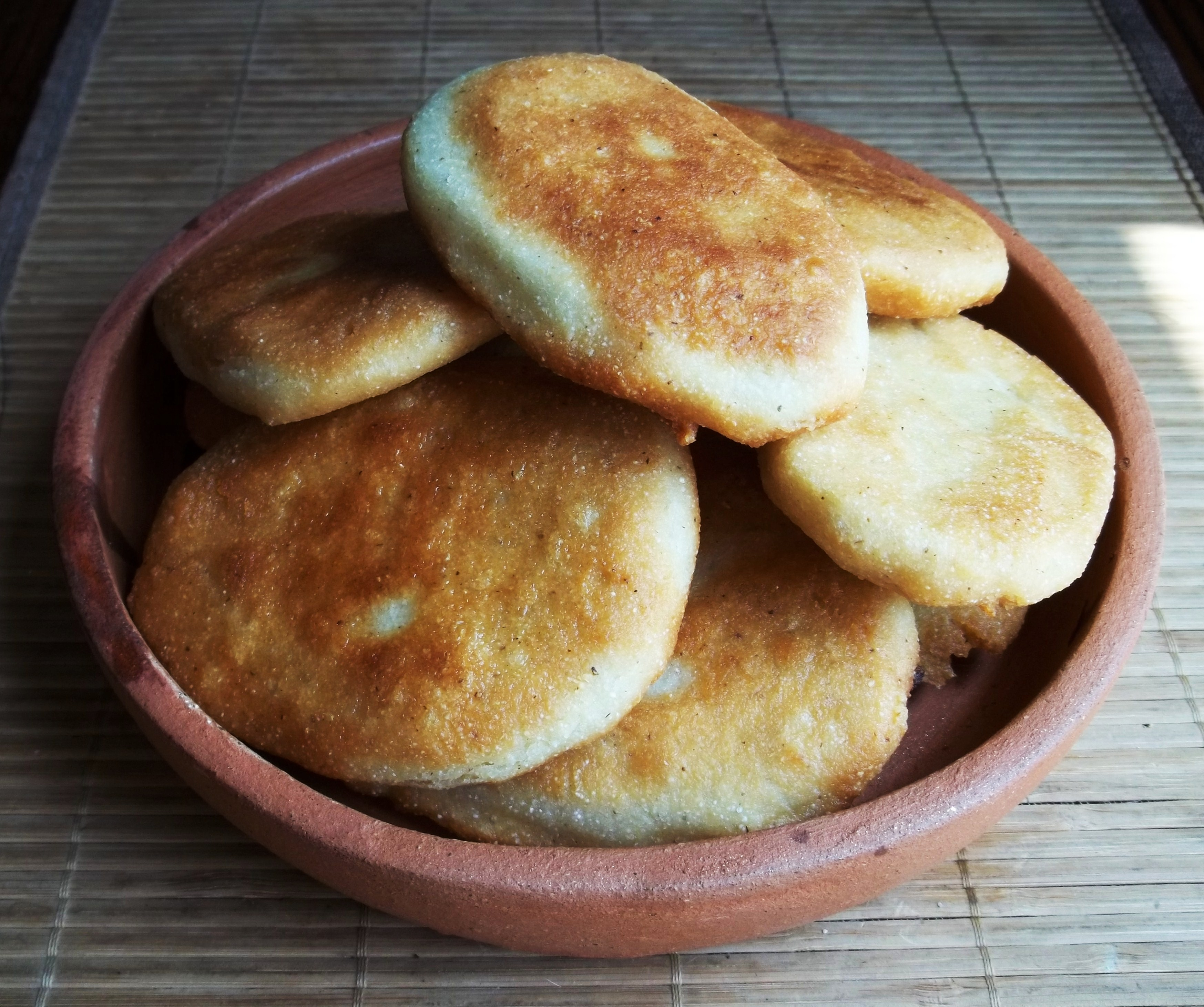
음짜디
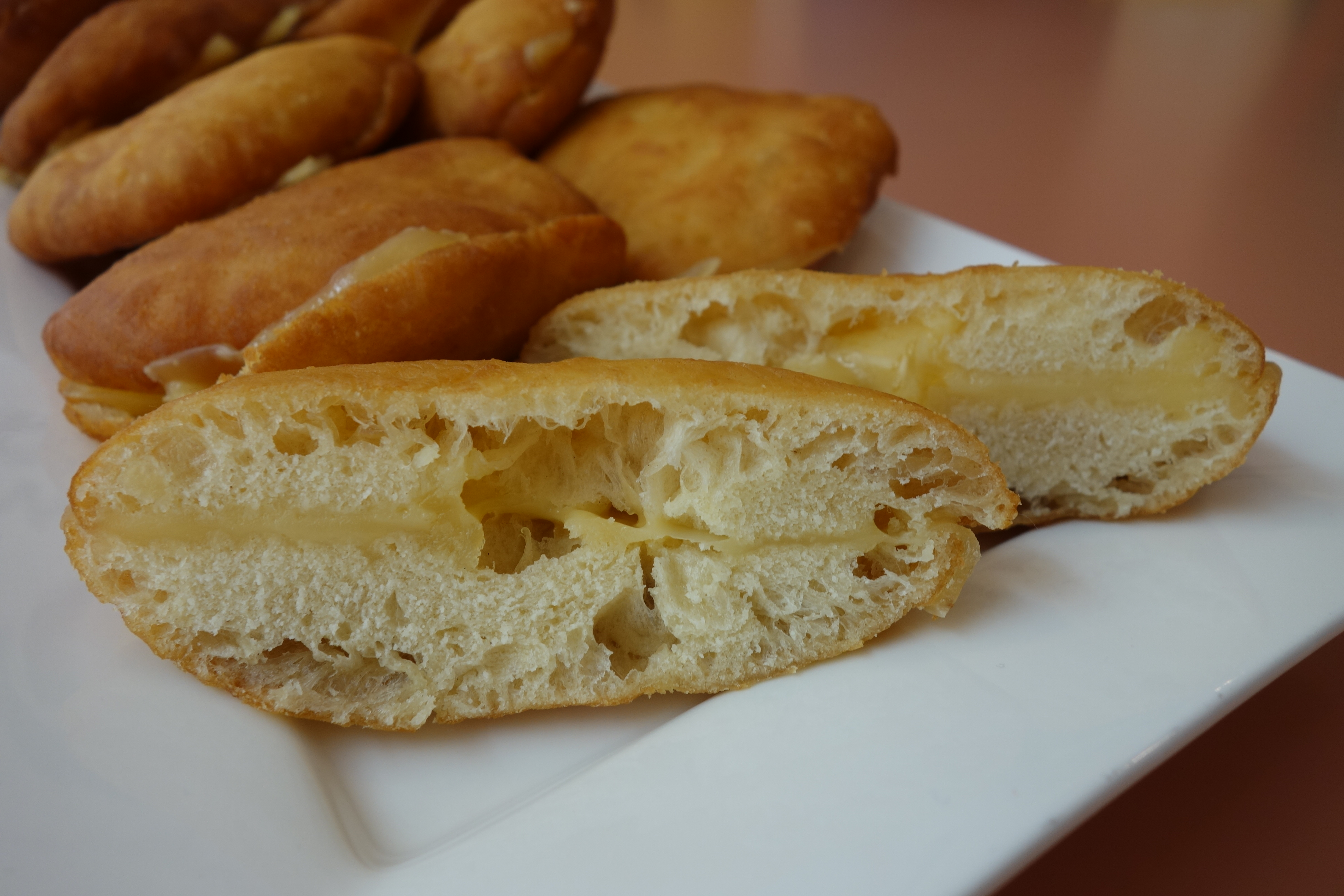
조니케이크
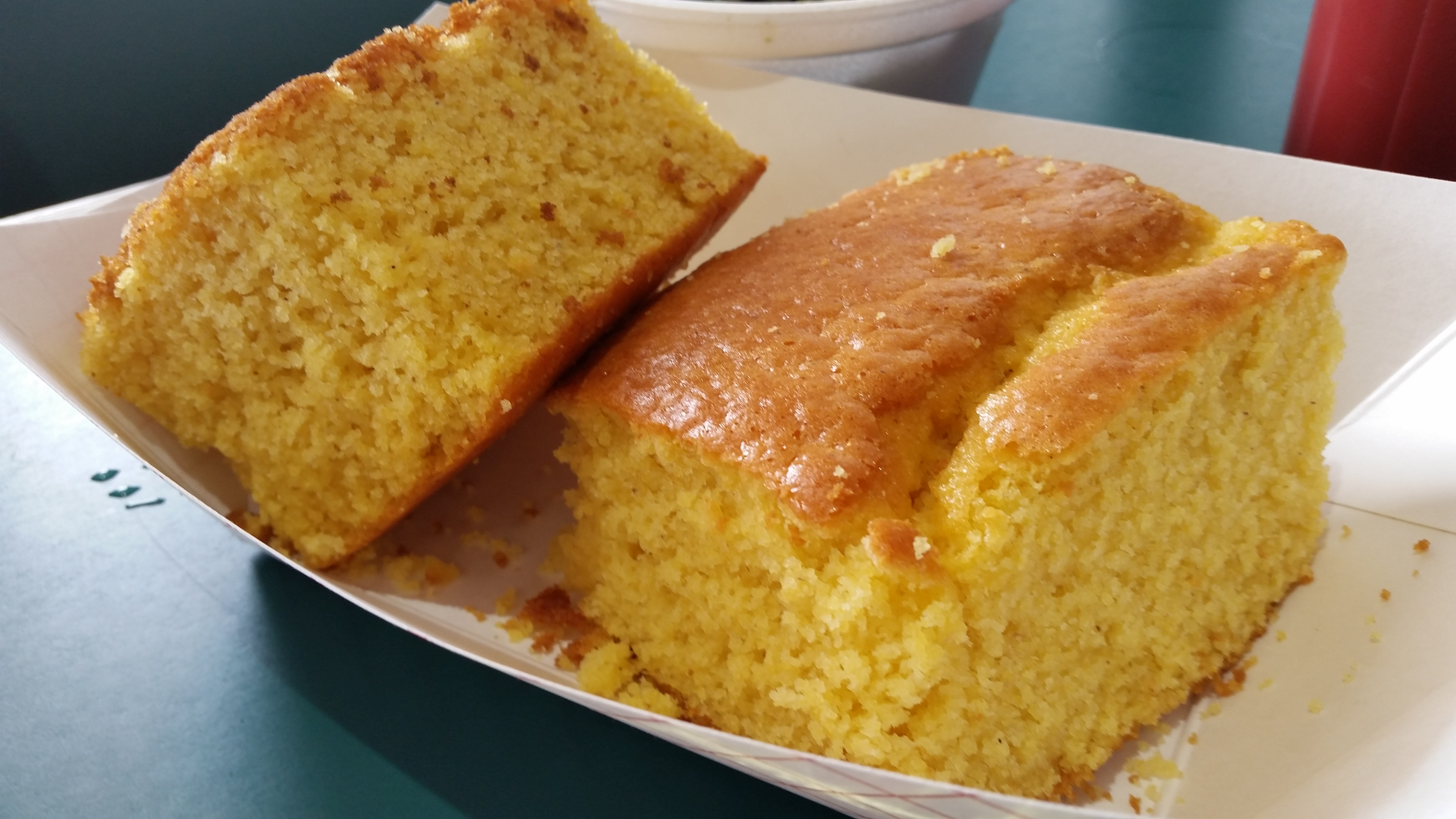
콘브레드
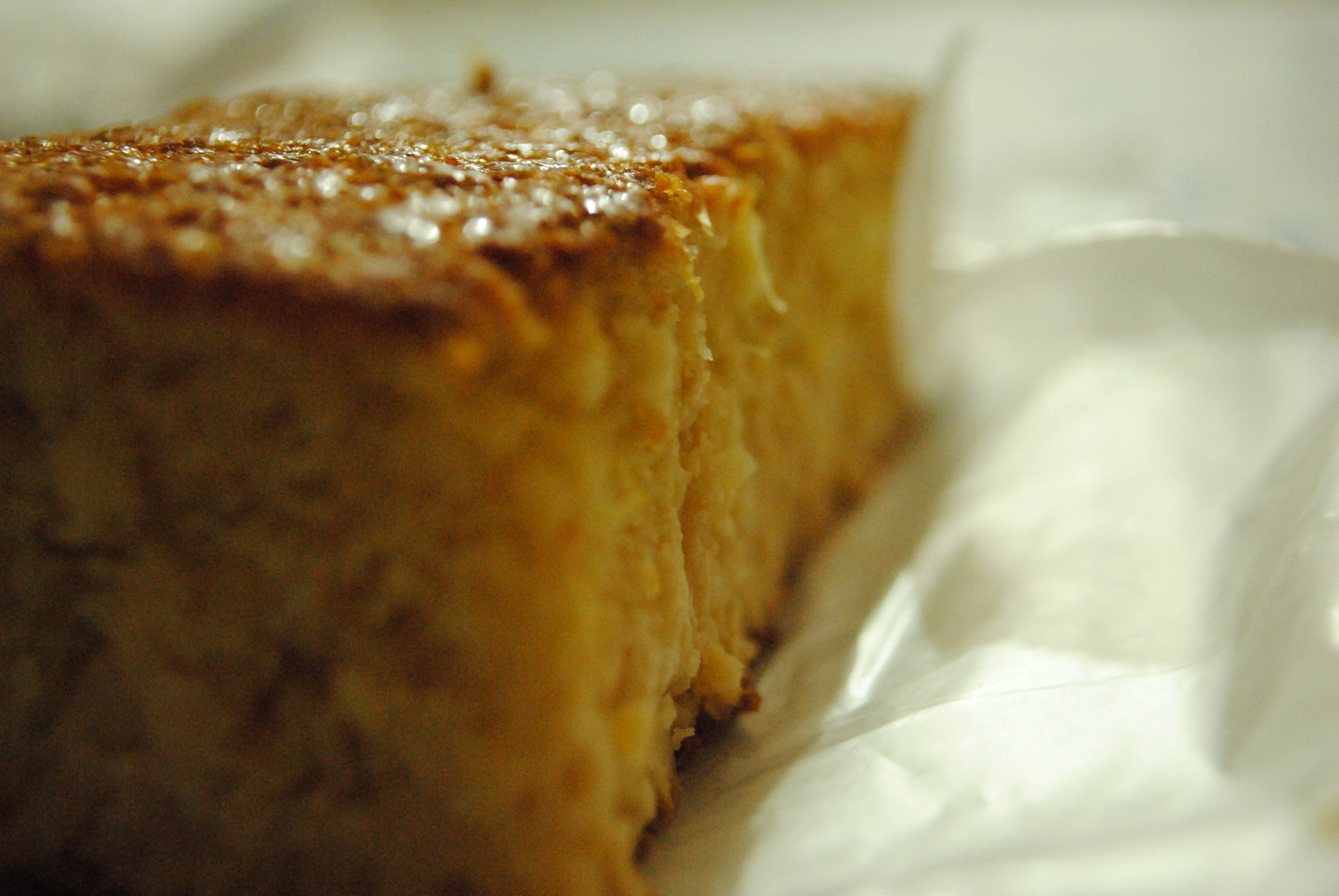
판 데 엘로테
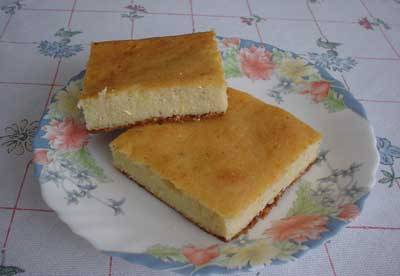
프로야

## 같이 보기
- 옥수수떡